# Авраамовский
Авраамовский — хутор в Нехаевском районе Волгоградской области России, в составе Верхнереченского сельского поселения.
Население — 148 (2010).

## История
Хутор входил в юрт станицы Провоторовской Хопёрского округа Области Войска Донского. Согласно переписи 1859 года на хуторе Авраамове проживало 68 душ мужского и 75 женского пола.
Согласно переписи 1873 года на хуторе проживали 202 мужчины и 191 женщина, в хозяйствах жителей насчитывалось 126 лошади, 129 пар волов, 493 головы прочего рогатого скота и 950 овец. Согласно переписи населения 1897 года на хуторе Авраамове (также известном как Верхний и Маркин)проживали 240 мужчин и 240 женщин. Большинство населения было неграмотным: грамотных мужчин — 56 (23,3 %), женщин — 8 (3,3 %).
Согласно алфавитному списку населённых мест Области Войска Донского 1915 года хутор выделенного надела не имел, на хуторе проживало 218 мужчин и 224 женщины.
С 1928 года хутор в составе Нехаевского района Нижневолжского края (впоследствии — Сталинградского края, Сталинградской области, Балашовской области, Волгоградской области). До 1961 года хутор относился к Лобачевскому сельсовету. В 1961 году в связи с упразднением Лобачевского сельсовета включён в состав Верхнереченского сельсовета.

## География
Хутор расположен на реке Тишанке (правый приток Хопра), в пределах Калачской возвышенности, относящейся к Восточно-Европейской равнине, на высоте около 110 метров над уровнем моря. В районе хутора река Тишанка протекает в глубокой долине, склоны которой изрезаны балками и оврагами. В окрестностях хутора сохранились байрачные леса. В 1,2 км южнее хутора в Коренной балке расположен пруд Авраамовский. Почвы — чернозёмы обыкновенные
На западе хутор Авраамовский граничит с хутором Марковский, на востоке с хутором Лобачевский. По автомобильным дорогам расстояние до районного центра станицы Нехаевской — 13 км, до областного центра города Волгограда — 370 км, до ближайшего города Калач Воронежской области — 58 км
Часовой пояс
Авраамовский, как и вся Волгоградская область, находится в часовой зоне МСК (московское время). Смещение применяемого времени относительно UTC составляет +3:00.

## Население
Динамика численности населения по годам:
| 1859 | 1873 | 1897 | 1915 | 1989 | 2002 |
| ---- | ---- | ---- | ---- | ---- | ---- |
| 143  | 393  | 480  | 442  | ≈230 | 178  |

| 2010 |
| ---- |
| 148  |